# Alain Cantareil
Alain Cantareil (n. 15 august 1983) este un fotbalist francez, aflat sub contract cu OGC Nice.